# Athena Lee
Athena Lee (Athena Michelle Bass; 8 de diciembre de 1964 en Los Ángeles, California) es una baterista y actriz estadounidense. Es la hermana menor del baterista de la banda Mötley Crüe, Tommy Lee.

## Biografía
Lee nació en Los Ángeles, California. Es hija de David Lee Thomas Bass, un sargento del ejército estadounidense y Vassiliki "Voula" Papadimitriou, modelo y reina de belleza griega. Sus padres se trasladaron a Los Ángeles un año antes de que Athena naciera. Lee empezó a interesarse en la música a la edad de 20 años; dos años después se unió a la banda Hardly Dangerous y al grupo de punk Butt Trumpet, para unirse luego a la banda KrunK. Aparte de su carrera en la música, ha sido comentarista invitada en programas de televisión como Behind the Music y E! True Hollywood Story.
El primer esposo de Lee fue Scott Atkins, un antiguo compañero de banda. Tuvieron dos hijos, Tobi y Miles. Luego estuvo casada con James Kottak, baterista de la agrupación alemana Scorpions. Tuvieron un hijo, Matthew, nacido en 1997. Athena fue votada como Mejor Baterista Femenina y ganó el premio "Rock City - Rockies".